# Королівство шахраїв
«Королівство шахраїв» — другий роман у жанрі фентезі, написаний американською письменницею Лі Бардуґо. Він був опублікований видавництвом «Генрі Холт і Ко». 20 вересня 2016 року і є продовженням дуології «Шістка воронів». Ця історія розповідає про команду грабіжників у місті Кеттердам, яке схоже на Амстердам часів Голландської республіки. " Подія розгортається у світі, дещо натхненному Європою 19 століття, а події розгортаються через кілька днів після подій першої книги дуології «Шістка воронів». Обіцяна нагорода не потрапляє до рук і тому юні ізгої змушені знову боротися за своє життя. Їх обдурили та позбавили цінного члена команди. Давні суперники та нові вороги кидають виклик підступництву Каза, а його оточення випробовують. Таким чином, шістці злодіїв доводиться знову вступити в боротьбу, яка визначить їхню долю і долю магії у світі Гришів.
Події з Дилогії «Шістка воронів» відбуваються у Всесвіті Гришів. Герої з'являються в іншій книзі «Правління вовків» (2021) та згадуються протягом усієї частини «Король шрамів», де головним персонажем є Ніна Зенік.

## Сюжет
Пролог розповідає про момент викрадання шквального Еміля Ретвенка невідомою істотою з крилами, яка володіє надзвичайними здібностями та здатна протистояти Грішам.
Історія розпочинається в клубі «Кучові хмари» під час покерної гри. Головні герої, Джаспер і Ніна, відволікають адвоката Яна Ван Ека, Корнеліса Сміта, під час коли Каз і Уайлен шукають документи, що належать викрадачеві, в його офісі. Вони планують обміняти Еліс, дружину Ван Ека, на Інеж, яка знаходиться у полоні у нього.
У той час батько Джаспера, Колм, приїжджає до Кеттердама, щоб сплатити борг і намагається зустрітися зі своїм сином. Під час розмови в університеті, де Джаспер не навчається, відбувається напад, але героям вдається втекти без ушкоджень. Після цього Каз пропонує батькові Джаспера відправити його до престижного «Гельдерно» і залишитися в місті, поки він розв'язує їхні фінансові проблеми.
Під час обміну між Ван Еком і Казом Брекером відбувається напад Кергрудів, крилатих створінь з нелюдськими здібностями, які атакують всіх Гришів у Катердамі, включаючи Ніну та Джаспера. Проте, воронам вдається втекти, і вся команда зустрічається в таємному місці, на острові Чорної Вдови.
У цей момент Каз розповідає про свій план помсти: він вже викупив усі акції цукрових компаній і має намір зруйнувати цукрові силоси Ван Ека за допомогою хімічних довгоносиків, які створять вибух, таким чином підвищивши ціну на цукор. У той момент Ніна та Інеж намагаються переконати Каза врятувати всіх Гришів у Катердамі та евакуювати їх до Равки за допомогою одного з кораблів Ван Ека.
Команда розділилася на групи, щоб реалізувати свій план. Каз і Уайлет відправилися до родинного маєтку Ван Ека, де відбувся урочистий прийом, щоб таємно вкрасти сімейну печатку. Ніна та Інеж проникли до цукрових силосів, щоб підкласти довгоносиків, а Матіас і Джаспер залишилися охороняти Кувею в їхньому таємному притулку.
Проте всіх воронів одночасно атакує команда Ван Ека та Пекка Ролінсса, які об'єдналися проти Каза Брекера. Усім героям вдається залишитися живими, тому вони збираються в готелі «Гельдренно», де перебуває Колм. Там Ніна розповідає друзям про свою нову здатність — вона тепер може контролювати мертвих, що стало можливим після вживання наркотика під назвою «юрда-парем», який посилює сили Гришів і змушує їх підкорятися. Вони також дізнаються, що всі банди які проживають у Бочці, включаючи їх власну банду «Покидьок», об'єдналися і протистоять їм.
До Катердаму прибули представники різних країн, таких як Ф'єрда, Шухана, Керчит, Земці та Равка. Вони зібрались для торгівлі над Кювеєю. Каз вже заздалегідь домовився з представниками Равки, Штурмаходу і Тріумерату про те, що син Юл Баюра відправиться до їх країни, де той зможе спробувати знайти антидот для юрда-парему.
Усе відбувається за планом, розробленим Казом. Вони презентують Уайлета перед глядачами, який є сином Яна Ека, і доводять, що ніхто не крав його. Потім маскують одного зі своїх Гришів, використовуючи його як представника з Посольства Ряду Проливних, та підставляють Ван Ека. Він також заявляє, що аукціон був спекульований, оскільки Ван Ек фінансував делегацію Шухана і це призводить до його арешту.
Воронам вдається зіставити смерть Кувея і вивезти його з міста разом з представниками Равки. Проте, під час виконання завдання Матіаса вбиває молодий дрюскелль, який вважає його зрадником батьківщини. Команда прощається зі своїм другом, і їхні шляхи розходяться.
В останніх главах книги розповідається про те, як склалася доля воронів після завершення операції.
Уайлет успадковує майно свого батька і забирає свою матір з лікарні. Джаспер живе разом із ним і допомагає вести бізнес. Він погашає батьків борг і відправляє його назад на ферму, а сам починає тренувати свої фабрикаторські здібності. Ніна виїжджає до Ф'єрди під прикриттям таємного агента Равки і забирає з собою Матіаса, щоб поховати його на батьківщині. Вони збираються виконати його останнє бажання — «Врятувати фердців від їх уявлення про світ».
Каз стає повноправним власником «Клубу Воронів» і найвідомішим та впливовим злочинцем в Бочці. Він знаходить батьків Інеж і дарує їй корабель, на якому вона почне полювання на розбійників і работорговців, включаючи Пекка Ролінса.

## Персонажі
- Каз Бреккер — сімнадцятирічний геній злочину, відомий як «Брудні Руки»[6]. Його прізвисько свідчить про його репутацію людини, яка здатна зробити будь-що за відповідну ціну. Він також є другим за командуванням у групі «Покидьки» — злочинному угрупованні, яке діє в Бочці,[7] найнебезпечнішому районі Кеттердама, столиці Керчі. Каз є фактичним лідером «Воронів». Описують його як блідого хлопця з темним волоссям і темно-карими очима. Він завжди одягнений у чорні рукавички і тримає тростину з головою ворона на кінці, оскільки має неправильно зрослу ногу через неуспішно загоєний перелом.сімнадцятирічний кримінальний вундеркінд і відмичка з репутацією людини, що робить все за правильну ціну.
- Інедж Гафа — шістнадцятирічна дівчина-сулійка, відома як Привид. У своєму дитинстві її викрали і примусили працювати в публічному будинку, що називався «Звіринець», поки Каз не викупив її контракт. Вона стала шпигункою для банди "Покидьків "і правою рукою Каза. Її улюбленою зброєю є ножі, які дівчина назвала на честь святих. Її сім'я була мандрівними артистами, і вона виступала на натягнутому канаті, тому надзвичайно спритна і має легкий крок. Інеж відзначається своєю відданістю і є однією з найрелігійніших серед «Воронів». Дівчина невисока і худорлява, має бронзову шкіру і довге чорне заплетене в косу волосся.
- Вілан ван Ек — шістнадцятирічнийсин купця, якийвтік з дому і оселився в Бочці. Має  певний талант до створення бомб. Він хворий на дислексію[5][8], але є чудовим математиком і музикантом.  Спочатку він залучений як потенційний заручник, але пізніше доводить свою цінність як цінного члена Ворон[5]. Описано, що у нього кучеряве червоно-русе волосся та бліда шкіра.
- Матіас Хельвар — вісімнадцятирічний, колишній дрюскеле(мисливець на відьом) із Фієрди[9]. Каз звільняє Маттіаса з в'язниці Хеллгейт у «Шістці ворон» завдяки його знанням про Льодовий суд, а також за його навички солдата[8][5]. Вихованець Брума та один з його найкращих учнів. Закоханий у Ніну, але глибоко скривджений на неї, тому що не знає всіх обставин, що змусили її звинуватити його в работоргівлі. Він найстарший, найвищий і найбільш мускулистий у групі «Воронів», з блідою шкірою, поголеним світлим волоссям і блакитними очима.[5]
- Ніна Зеник — сімнадцятирічнамогутня Серцеїдка, яка працювала в борделі під назвою «Біла Роза». [5][10]  Вона була солдатом Другої армії Равкана, яку полонив Ф'єрдан Дрюскелле, що призвело до її першої зустрічі з Матіасом. [8][9] Після подій «Шістка воронів» її сила Гриші змінилася від здатності маніпулювати людським тілом до здатності спілкуватися з мертвими та контролювати їх[11][5].
- Джеспер Фейхі — сімнадцятирічнийтемношкірий стрілець із Земені, який має проблеми з азартними іграми[8]. Його описують як високого та довгого, з темною шкірою та сірими очима[5]. Відомий своєю кмітливістю і ще швидшою стрільбою. Він Гриша, але приховує це, щоб уникнути викрадення чи вбивства, і майже ніколи його не бачать без його подвійних револьверів із перловими руків'ями.
- Колм Фахі — кельський фермер, який вирощує юрду, відкрив магазин на Новому Землі. Батько Джеспера та допоміг Воронам в аукціоні[5].
- Ян Ван Ек — багатий і видатний торговець, член Торгової ради Кеттердама. Укладає угоду з Казом Бреккером, щоб повернути творця юрди-парему з Льодового двору. Він також є батьком Уайлета Ван Ека[5].
- Кувей Юл-Бо — син Бо Юл-Баюра, творця юрди-парему. Кувей був врятований з Льодового двору у «Шістка Воронів» і повернувся до Кеттердама. Він є Інферном, і це Шуханцем[5].
- Пекка Роллінз — лідер «Залізні Льви» і головний ворог Каза. Він є багатим власником успішних гральних залів і керує однією з найстрашніших банд у Кеттердамі[5].

## Рецепція
Згідно з Kirkus Reviews оман описується як «похмуре і насильницьке… але неймовірно автентичне». Він був номінований на премію Goodreads Choice Awards 2016 як «Найкраще фентезі та наукова фантастика для молоді». Багато хто вважає цю другу книгу дуології «Шістка ворон» сумнішою та похмурішою, ніж її попередниця.

## Екранізація
У січні 2019 року у Будапешті Netflix почав зйомки серіалу із восьми епізодів, заснований на «Тінь та кістка» (Книга 1 трилогії про Гришів) та «Шістка воронів» з Еріком Хайсерером як виконавчим продюсеро, Лі Бардуґо також виступає виконавчим продюсером цього серіалу, а завершилися у лютому 2020 року.
Прем'єра першого сезону відбулася 23 квітня 2021 там з'явились Фредді Картер у ролі Каза Бреккера, Аміта Суман у ролі Інеж Гхафи, Кіт Янг у ролі Джаспера Фахея, Даніель Галліган у ролі Ніни Зенік та Калахан Скогман у ролі Матаяса Гелвара. Перший сезон слідує за сюжетом Книги 1 «Тінь та кістка» і виступає як приквел до «Шістки воронів», створюючи майбутню адаптацію роману.
7 червня 2021 року серіал було продовжено на другий сезон. який вийшов 16 березня 2023 року. Уайлет Ван Ек з'являвся в цьому сезоні і його зіграв Джек Вулф. У другому сезоні серіала об'єднали події з декількох книг, але не притримувалися остаточного сюжету. Тому згадки про події які відбувалися в книжці « Королівство шахраїв» було лише на оому, що Ніна Зенік тепер володіє новими силами та може оживляти людей. Та відносини між Уайлетом Ван Еком та Джаспером Фахея, які почали відбуватися саме в цій частині.
У листопаді 2023 року серіал було закрито після двох сезонів і продовження у вигляді спінофу про «Воронів» поки не відбудеться.
| Рік  | Публікація           | Категорія                            | Результат | Посилання |
| ---- | -------------------- | ------------------------------------ | --------- | --------- |
| 2016 | Bustle               | 30 найкращих книг YA 2016 року       | Н/Д       | [ 16 ]    |
| 2016 | Entertainment Weekly | Книги YA 2016 року                   | 6         | [ 17 ]    |
| 2016 | Paste                | Найкращі книги 2016 року: для молоді | 23        | [ 18 ]    |
| 2016 | PopSugar             | Найкращі книги YA 2016 року          | 21        | [ 19 ]    |